# Physalis coztomatl
El capulí mexicano, coscomate, coztomate o coztomatl (del náhuatl: Coztomatl ‘tomate amarillo’‘coztic, amarillo; tomatl, tomate’) (Physalis coztomatl) es una especie de planta medicinal perteneciente a la familia de las solanáceas. Es nativa de América.

## Distribución y hábitat
La especie se encuentra en gran parte de México, el área de distribución se extiende en las entidades de Ciudad de México, México, Guerrero, Hidalgo, Jalisco, Michoacán, Morelos, Nayarit, Oaxaca, Puebla, Querétaro y Veracruz.

Se encuentra en altitudes entre 2 300 y 3 100 m s.n.m. y crece principalmente en el bioma tropical, estacionalmente seco, especialmente en bosques templados mixtos de pino y encino o en zonas montañosas moderadamente cálidas.

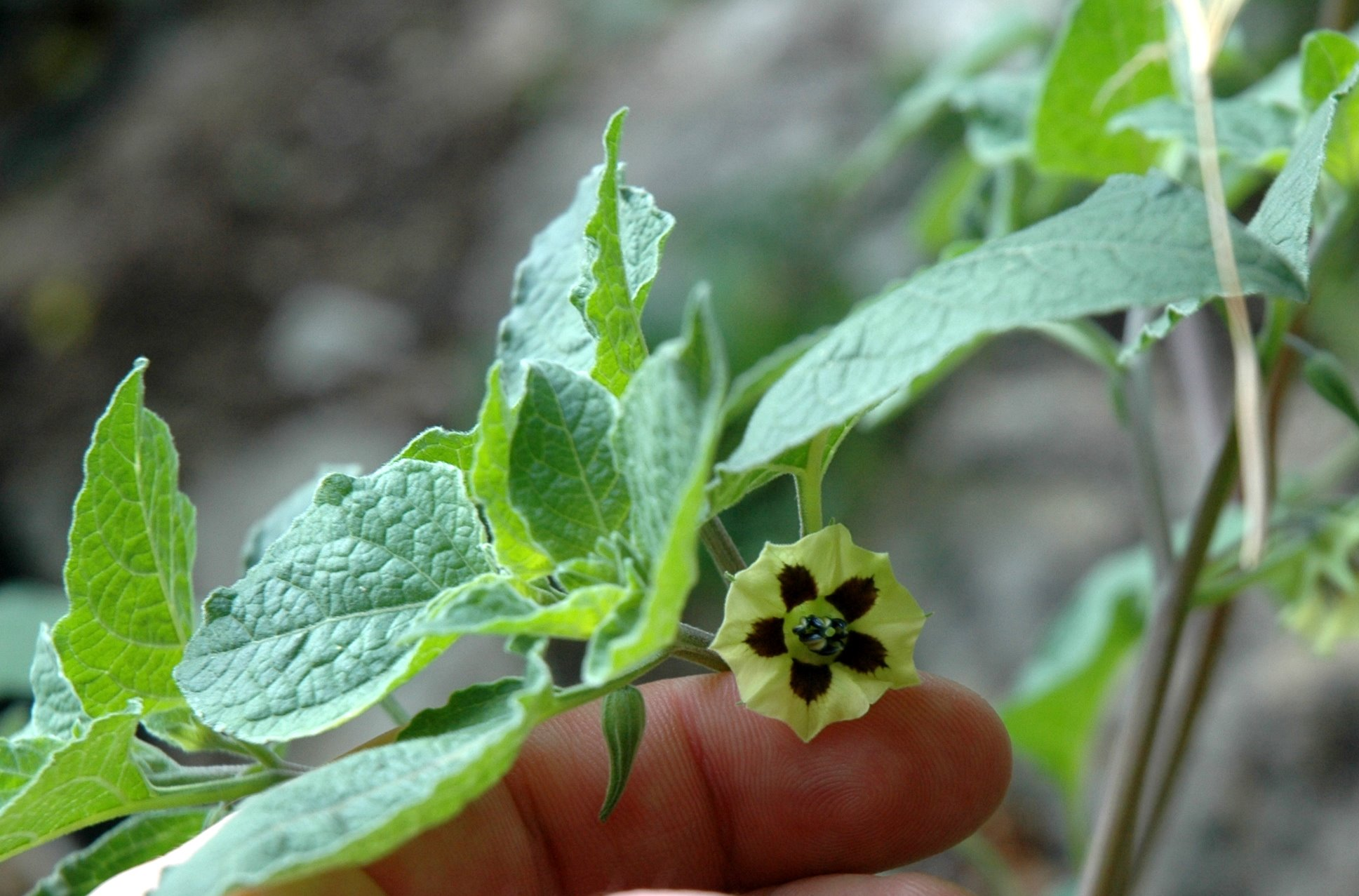
Vista de la flor

## Descripción
Physalis coztomatl es una planta perenne, arbustiva o herbácea que puede alcanzar alturas de hasta 2 metros. Crece en posición vertical y las ramas cercanas a la tierra. Toda la planta está equipada con tricomas pubescentes, a menudo glandulares que se encuentran entre ellos. El tallo es liso, cilíndrico. La hojas son alternas o pareadas, la lámina de la hoja tiene una longitud de 5 a 19 cm y una anchura de 3,9 a 17 cm. La forma de la lámina de la hoja es oval a esférica, ovoide, el ápice es acuminado, la base disminuye a casi en forma de corazón. Los márgenes de las hojas son enteros o con pocos (aunque sólo sea uno) dientes. El pecíolo tiene una longitud de 1.4 a 6.5 cm. La inflorescencia en forma de pedúnculo de 14-28 mm de largo. La corola es de color amarillo, con forma de campana, con marcas de  color rojizo o violáceo. Los estambres  de color violeta. El fruto es una baya con un diámetro de 1.5 cm.

## Propiedades
Physalis coztomatl produce un fruto comestible de color amarillo anaranjado. A sus hojas se le atribuyen propiedades diuréticas y a sus raíces propiedades carminativas y antidiarréicas. En sus tejidos se han identificado los withanólidos Physacoztólido A al E y los diterpenos Labd-13(E)-ene-8α,15-diol y Physacoztomatin, los dos primeros labdanos aislados en su género.

## Taxonomía
Physalis coztomatl fue descrita por José Mariano Mociño y Martín Sessé y Lacasta y tanto publicada como validada por Michel Félix Dunal en Prodromus systematis naturalis regni vegetabilis 13(1): 450, en 1852.